# Henrietta (film)
Henrietta är en svensk komedifilm från 1983 efter romanen Henrietta ska du också glömma av Stig Claesson från 1977.
Filmen hade premiär 16 december 1983 på biograferna Saga och Söderbio i Stockholm.

## Rollista
- Janne ”Loffe” Carlsson – Gustav Rune Petterson, direktör för porrshowen Sexorama
- Eva Kristin Tangen – Henrietta Jakobsson, hålkortsoperatris
- Svante Grundberg – Gotthard, konstnär
- Per Oscarsson – Einar, lantbrukare
- Gunnar "Knas" Lindkvist – Höglund, pensionerad apotekare
- Claire Wikholm – Sara, Einars fru
- Ulf Johanson – greven, markägare
- Lars Dejert – Kalle Svensson, "fluktbög" i porrshowen
- Malou Berg – Gretchen
- Patricia Gélin – Marie
- Margaret Bykoff – Monarka, grekisk strippa

## DVD
Filmen gavs ut på DVD 2012 tillsammans med På palmblad och rosor och Vem älskar Yngve Frej.